# Rudolf Hell

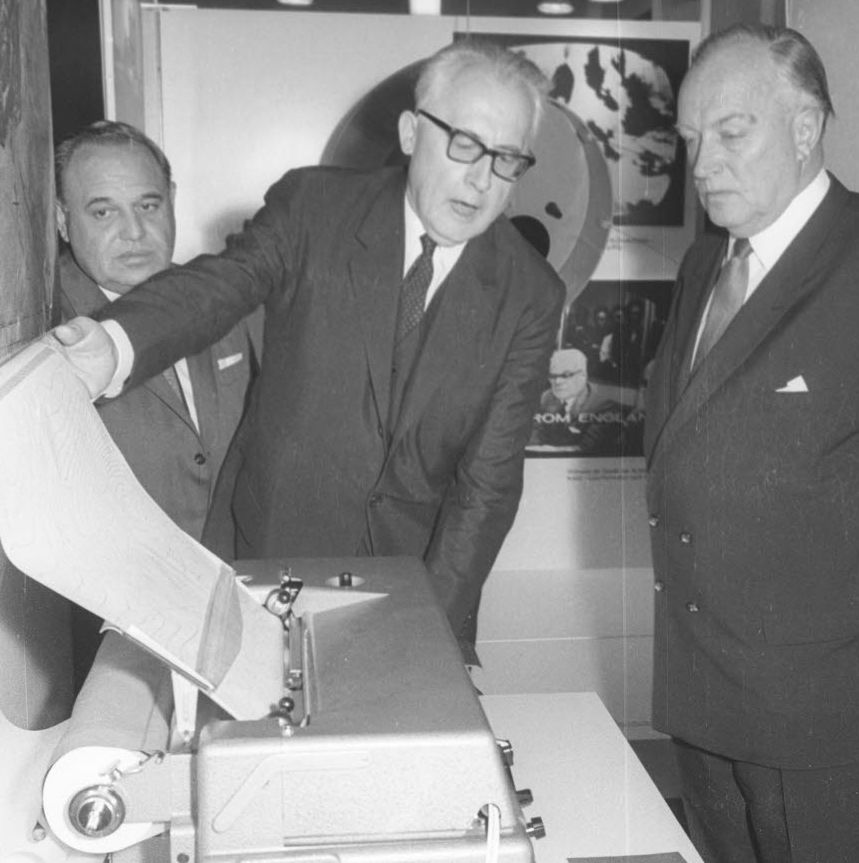
Rudolf Hell (Mitte) präsentiert seinen Wetterkartenschreiber auf der Ausstellung „TELECOM – Fortschritt für alle“ in Kiel am 12. Dezember 1968.

Rudolf Hell (* 19. Dezember 1901 in Eggmühl (Schierling); † 11. März 2002 in Kiel) war ein deutscher Erfinder und Unternehmer vor allem in den Bereichen Nachrichten- und Reproduktionstechnik.
Hell ist der Erfinder des Hellschreibers (1929), Klischographen (1951) und des digital erzeugten Fotosatzes (1965). Er ist Träger des Großen Bundesverdienstkreuzes mit Stern, des Gutenberg-Preises und des Werner-von-Siemens-Rings. Hell ist Ehrenbürger der Landeshauptstadt Kiel.

## Leben und Werk
Als Sohn des Bahnhofsvorstehers von Eggmühl wurde Rudolf Hell 1901 im dortigen Bahnhofsgebäude geboren. Seine Mutter war die Tochter eines Landwirtes und Brauereibesitzers. Er ist der jüngste von drei Söhnen.
Nach vier Jahren Volksschule besuchte er die Oberrealschule Rudolphinum in Eger, wo Physik und Mathematik seine Lieblingsfächer waren. Schon hier erkannte man seine Vorliebe für Naturwissenschaften. Die Faszination des Eisenbahnwesens am Arbeitsplatz seines Vaters und die beginnende Elektrifizierung der Bahn prägten den Wunsch, Elektrotechnik zu studieren.
Ab 1919 absolvierte er ein achtsemestriges Studium der Elektrotechnik an der Technischen Hochschule in München, das er 1923 mit dem akademischen Grad Diplom-Ingenieur abschloss, um von 1923 bis 1929 als Assistent bei Max Dieckmann zu arbeiten.
1925 stellte er eine prinzipiell funktionierende, für den praktischen Einsatz aber unbrauchbare Lichtelektrische Bildzerlegeröhre für das Fernsehen vor. Zusammen mit Professor Dieckmann präsentierte er auf der Gewerbeausstellung in München ein Fernsehsystem mit mechanischem Bildzerleger und einer Braun’schen Röhre als Empfänger. 1927 folgte die Promotion über ein Direktanzeigendes Funkpeilgerät für die Luftfahrt. Eine amerikanische Gesellschaft bezahlte ihm dafür eine Lizenzgebühr von 20.000 RM.

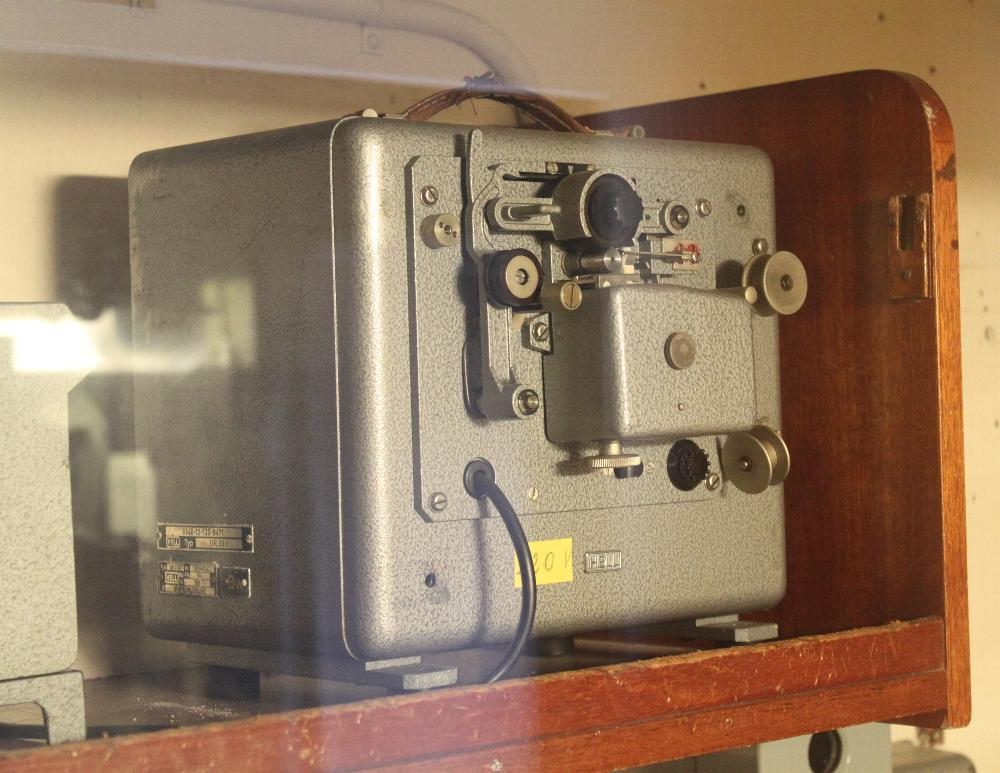
Hell Morseschreiber UR39C

1929 gründete Hell sein eigenes Unternehmen in Neubabelsberg zwischen Berlin und Potsdam und stellte im gleichen Jahr seinen Hellschreiber vor. 1931 entwickelte er neuartige Morsegeräte, während Siemens den Hellschreiber in großen Stückzahlen produzierte. Die Firma zog nach Berlin-Dahlem um, wo sie im Zweiten Weltkrieg teilweise zerstört wurde. Am 29. Dezember 1937 beantragte Hell die Aufnahme in die NSDAP und wurde rückwirkend zum 1. Mai desselben Jahres aufgenommen (Mitgliedsnummer 5.850.540).
1947 gründete Hell in Kiel-Dietrichsdorf die Dr.-Ing. Rudolf Hell KG, Firma für Nachrichtengeräte und elektronische Reproduktionstechnik. Die Landeshauptstadt Schleswig-Holsteins war fortan seine Wahlheimat. Ab 1949 beschäftigte sich Hell verstärkt mit der Bildtelegrafie und entwickelte entsprechende Geräte für Post, Presse, Polizei und Wetterdienste. Mit der Erfindung des Klischographen 1951 leitete Hell ein neues Zeitalter der Drucktechnik ein. Er wurde im Laufe der Zeit weiter entwickelt (Vario-Klischograph, Helio-Klischograph).
1961 expandierten die Hell-Werke und eröffneten einen zweiten Standort in Kiel-Gaarden. 1963 wurde der Chromagraph, ein Scanner, vorgestellt und 1965 wurde von Rudolf Hell erstmals der elektronische Schriftsatz mit digitaler Speicherung (Computersatz) vorgestellt, der weltweit den Schriftsatz revolutionieren sollte. Im selben Jahr wurde die digitale Setzmaschine Digiset präsentiert. Nachdem 1971 der Chromagraph DC 300 seinen weltweiten Durchbruch erfahren hatte, zog sich Rudolf Hell 1972 aus der aktiven Geschäftsführung seines Werkes zurück, war jedoch weiter dort tätig.
Die Dr.-Ing. Rudolf Hell GmbH entwickelte 1979 das elektronische Bildverarbeitungssystem ChromaCom, bevor 1981 die Siemens AG, die bereits seit 1971 Unternehmensanteile besaß, auch die letzten 20 % der Firma übernahm. 1989, im Alter von 88 Jahren, schied Rudolf Hell endgültig aus dem Geschäftsleben aus.

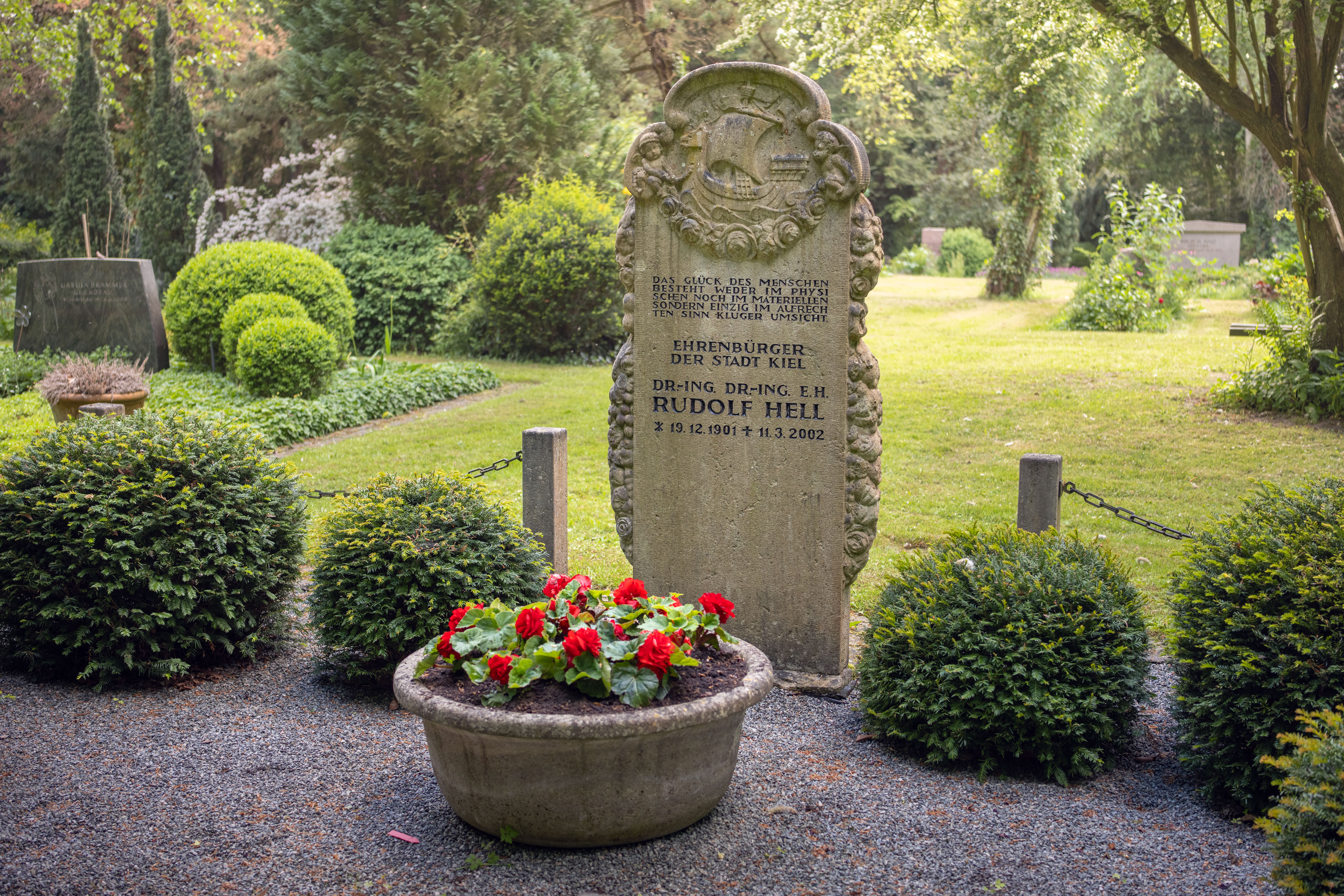
Grabstätte in Kronshagen

Ein Jahr später trennte sich Siemens von dem Kieler Unternehmen und es kam zur Fusion mit der Linotype AG. Es entstand die Linotype-Hell AG mit Hauptstandorten in Kiel und Eschborn bei Frankfurt. Der Standort Kiel-Gaarden wurde aufgegeben und beherbergt seit 1991 die Technische Fakultät der Christian-Albrechts-Universität zu Kiel. Die Linotype-Hell AG selbst wurde 1996 von der Heidelberger Druckmaschinen AG übernommen; der Standort Eschborn wurde geschlossen und die Eschborner Aktivitäten zum großen Teil nach Kiel verlegt. 1997 wurden die Tiefdruck-Aktivitäten in der Hell Gravure Systems GmbH konzentriert, deren Anteile bis 2002 zu Heidelberg gehörten und seitdem privat geführt werden. Der Rest wurde weitestgehend abgewickelt.
Rudolf Hell starb 2002 im Alter von 100 Jahren in Kiel und wurde auf dem Parkfriedhof Eichhof beigesetzt. Hell meldete im Laufe seines Lebens 131 Patente an.

## Ehrungen
- 1962: Goldmedaille der Photographischen Gesellschaft Wien
- 1967: Großes Verdienstkreuz zum Verdienstorden der Bundesrepublik Deutschland
- 1967: Goldmedaille der Gesellschaft für Druck der CSSR
- 1968: Ullstein-Ring
- 1968: Kulturpreis der Stadt Kiel
- 1969: Segnatura AIGEC der Union Italienne des Exports et Conseilleures Graphiques
- 1973: Dr.-Ing. h.c. der Technischen Universität München
- 1977: Gutenberg-Preis der Gutenberg-Gesellschaft und der Stadt Mainz
- 1978: Werner-von-Siemens-Ring[4] (Ehrenring für Verdienste um Naturwissenschaft und Technik), in Anwesenheit des Bundespräsidenten Karl Carstens
- 1980: Großes Bundesverdienstkreuz mit Stern
- 1981: FDI-Medaille (Führungskräfte der Druckindustrie) für die Verdienste um die Grafische Industrie
- 1981: Ehrenbürgerrechte der Stadt Kiel
- 1987: Aufnahme in die Erfindergalerie des Deutschen Patentamtes in München
- 1993: VDE-Ehrenring[5]
- 2001: Die Stadt Kiel benennt den Siemenswall zur Ehrung seines Lebenswerks am 15. Mai in Dr.-Hell-Straße um

## Zitat
„Hell ist der Edison der grafischen Industrie.“